# Peter Danneberg
Peter Danneberg ist ein deutscher Laienschauspieler.
Besondere Bekanntheit erlangte der Dortmunder Kfz-Mechaniker Danneberg in der ersten Hälfte der 1980er Jahre durch die Fernsehserie Hans im Glück aus Herne 2, in der er die Titelrolle Hans Kollekta spielte.